# 한자 합성어
한자 합성어란 어근 역할을 하는 한자 또는 한자어가 둘 이상 결합한 단어이다. ‘생명수’ 등이 해당한다.

## 다른 단어와의 차이

### 합성어와 단일어의 차이
예를 들어 '동물, 식물, 인물'과 같이 두 글자로 된 한자어의 경우는, 견해에 따라서 '동물', '식물', '인물'을 하나의 실질 형태소로 보아 단일어로 처리하기도 하고, '동', '식', '인', '물' 각각을 실질 형태소로 보아 합성어로 처리하기도 한다.

### 합성어와 파생어의 차이
'문화적, 예술가, 변호사'와 같이 어근 뒤에 '-적, -가, -사'와 같은 접사가 붙어 만들어진 말은 파생어이고, 동물과 식물을 아울러 이르는 말인 '동식물'은 합성어이다.

## 같이 보기
- 한자
- 단일어
- 파생어